# نظام دفع القيمة المخزنة عبر الإنترنت
أنظمة الدفع بالقيمة المخزنة عبر الإنترنت (بالإنجليزية: Online Stored Value Payment Systems)‏ من الأنظمة المعروفة للدفع القيمة المخزنة.

## ما هي القيمة المخزنة وتاريخها
خلال الخمسين سنة الماضية ظهرت أنظمة الدفع منها القيمة المخزونة وذلك تبعا لانفجار الثورة الاقتصادية.وخلال الثمانيات انتشرت بطاقة الدفع ماستركارد(Master Card) في آسيا وأمريكا اللاتينية ،وفي هذه الفترة كان أول شراء عبر أجهزة السحب  والصراف الآلي   –ATM- ففي عام 1983 ظهرت بطاقات الهاتف المدفوعة الأجر من قبل إس تي مايكرو اليكترونيك (STMicroelectronics).
وتبعا لتطور  العلم والثورة الإلكترونية، أصبح الدفع والشراء عن طريق الإنترنت بشكل متزايد يوما بعد يوم خصوصا في الدول المتقدمة كأمريكا والصين واليابان ،إذ أن هناك العديد من الإحصائيات تتنبأ بتزايدها بشكل هائل ورهيب جدا يصل إلى تريليون دولار في السنوات المقبلة، وتبعا لذلك ظهرت أنظمة الدفع الإلكتروني.

## بطاقة القيمة المخزنة-(Stored Value Card)
بطاقة القيمة المخزنة أو بطاقة الصراف والسحب (Debit Card) هي بطاقة مرتبطة بالحساب في البنك تخزن فيها معلومات على شريط مغناطيسي (magnetic stripe) وتستخدم لشراء السلع أو الخدمات ، فبطاقة القيمة المخزنة تخزن جميع المعلومات المهمة لمالكها ومن أهمها دليل إثبات الهوية (Identifier). وهي تختلف عن بطاقة الائتمان(Credit Card) حيث أنها لا تمنح ائتمان لصاحب تلك البطاقة وإنما تسحب من رصيده في البنك فورا، ومن الجدير بالذكر أنه قد بدأ مصنعي أجهزة الكمبيوتر في تطوير أجهزة الكمبيوتر لتشمل على تقنيات جديدة قادرة على قراءة المعلومات المخزنة في البطاقات الذكية.
بطاقات القيمة المخزنة كثُر استخدامها وتأييدها مع ارتفاع شعبيتها في أوساط المستهلكين في أوروبا، والتي تكتسب شعبية متزايدة في الولايات المتحدة.
ومن الأنواع المعروفة للقيمة المخزونة:تخزين قيمة التأشيرة –(stored value visa)،والهدية المثالية (The Perfect Gift)هي هدايا مثالية للتخرج ولأعياد الميلاد وحفلات الزفاف. ولكنها يمكن أيضا أن تستخدم كبديل للشيكات السياحية، ووسيلة لجعل عمليات شراء آمنة على الإنترنت دون استخدام بطاقة الائتمان الخاصة بك.
والبطاقة المدفوعة سلفا مرتبطة بالرصيد الجاري في البنك والأموال المودعة فيه وتوجد لها كثير من التصنيفات منها الدولية والمحلية ومنها تستخدم فقط للشراء والتسوق عبر الإنترنت(Virtual Card) وأيضا هناك بطاقة للمكالمات الهاتفية المدفوعة مسبقا.
وتعتبر البطاقات الذكية من البطاقات الحديثة وتعتبر نوع اخر من نظام القيمة المخزنة تشبه  بطاقة الائتمان (Credit Card) في الحجم ،بطاقة بلاستيكية  يوجد بداخلها شرائح(Chip) تخزن عليها المعلومات الشخصية ويوجد بها نظام آمن مُبرمج بخوارزمية والتي يمكن استخدامها في أنظمة  الدفع بالأجهزة اللاسلكية المتنقلة  لغرض التجارة الإلكترونية-mobile wireless– ويوجد هناك الكثير من برامج القيمة المخزنة وبرامج بطاقة الخصم المباشر حيث يتزايد الطلب عليها وبعض الشركات تلبي هذا المطلب  وتعرض بمساعدة العديد من الشبكات  مثل VISA و Discover and MasterCard ومن بين هذه البرامج برامج تحويل الأموال- Money Transfer Programs- والرعاية الصحية -Health care programs  - واللجنة التشجيعية –commission incentive programs  - وبرامج بطاقة الهدايا –Gift card programs– والكثير من البرامج للحاجات التي قد يرغب بها الفرد.
إن نظام الدفع بالقيمة المخزنة عن طريق الإنترنت  يسمح للمستهلكين بالدفع عن طريق الإنترنت من خلال  السحب من الرصيد. 
ومن القصص الناجحة باي بال (بالإنجليزية: PayPal)‏ وهي مثال للنظام بالدفع نظير للنظير -  PEER -TO-PEER- ولكن  من نقطة ضعف وهي وجود نسب عالية من مستوى الغش ،وتعاني ومن حدة ارتفاع المنافسة  مع ويسترن يونيون.

## المخاطر وكيفية تفاديها
إن تحويل الأموال من طرف إلى طرف آخر عبر الوسائل الإلكترونية المعروفة باسم نظام الدفع الإلكتروني لتشمل المدفوعات الإلكترونية  وبطاقات السحب انتشرت  بشكل واسع حاليا وستصبح في المستقبل ضربا من أنواع الخيال حتى على مستوى الدول المتأخرة إذا ما تحسن الوضع الاقتصادي العالمي فقد أصبحت المعاملات عبر الإنترنت هي النشاط اليومي لبعض الأشخاص ومعظم المؤسسات والشركات  ومع انتشار الشبكات الاجتماعية أصبح من السهل  التسوق عبر الإنترنت، وسرعان ما أصبحت شعبية مع المؤسسات المالية، والناس في جميع أنحاء العالم، وبدأ الأغلبية يدفع ويشتري من خلال شبكة الإنترنت، فقد أصبحت  بطاقات الائتمان والخصم  شائعة وأعطت دفعة قوية لأنظمة الدفع الإلكترونية، والدفع من خلال الإنترنت بما له من مميزات يتوازى مع ذلك الكثير من المخاطر وربما يوجد لدى البعض تحفظ عليها، رغم تطور التكنولوجياإذ لابد من المحافظة على السرية الشخصية ولكن لم تٌهمل هذه الناحية إذ يوجد الجهد الكبير المكرس للحماية الكثير من المعاملات المالية الإلكترونية بواسطة بروتوكولات وخوارزميات قوية جدا وأنظمة وبرامج تشفير للتشفير المعلومات الخاصة والسرية، ومن بين تلك العيوب إن معظم مواقع الخدمات المصرفية عبر الإنترنت وكذلك مواقع  المعاملات المالية على الإنترنت  يتطلب فتح حساب على الإنترنت  معهم وهذا يتطلب وجود كلمة سر وهذا يؤدي إلى ضرورة قوة كلمة السر وحمايتها من السرقة.
ولتأمين المعاملات عبر الإنترنت  في الموقع الذي يستضيف حسابك ينبغي أن تتبع سياسات أمنية مشددة  فإذا كانت كلمة السر هي عُرضة للاختراق فإن ذلك سيؤدي إلى خسارة مالية فادحة خصوصا إذا كانت للصفقات تجارية كبيرة للشركات الكبيرة أو المصارف أو المؤسسات المالية، واحد أشد عيوب أنظمة الدفع الإلكترونية هو سرقة الهوية، ومن التدابير الأمنية المتاحة التي تحد من تعرض  المعلومات الحساسة  والسرية للقرصنة والاختراق هو استخدام برامج قوية للحماية  من الفيروسات أو جدران الحماية لجهاز الكمبيوتر  فمن المهم تنفيذ المعاملات النقدية على خادم آمن ،فإن هناك أيضا مخاوف ومخاطر  كبيرة  من سرقة أو فقدان البطاقات الذكية، ولذلك  فإن النقود الإلكترونية والمعاملات  تقوم على نظم التشفير المشفرة بواسطة مفاتيح رقمية والمفاتيح(Keys)تكون أيضا عرضة للسرقة.

## الأنظمة الإلكترونية للقيمة المخزنة
ومن الأنظمة الإلكترونية  للقيمة المخزنة Ecount وجد عام  1998 للحساب الخصم المدفوع مسبقا([prepaid debit account])
وفي عام  1997  وجد   نظام Echarge  نظام للدفع من الحساب مع المحفظة الرقمية(prepaid account  with digital wallet)
نظام   Millicent وجد عام 1998  مُصمم للبيع المحتوى الرقمي لم يعد متواجد حاليا 
نظام peppercion   وجد عام 2001المصغر للبيع المشتريات اقل من 1.00 $
نظامQpass وجد عام 1997..
ومن الأنظمة الإلكترونية للبطاقات الذكية:Mondex  وAmerican Express Blue.